# Chersotis ocellina
Chersotis ocellina är en fjärilsart som beskrevs av Ignaz Schiffermüller 1813. Chersotis ocellina ingår i släktet Chersotis och familjen nattflyn. Inga underarter finns listade i Catalogue of Life.